# Gunwi-gun
Gunwi es un condado en el norte de la Daegu, Corea del Sur.

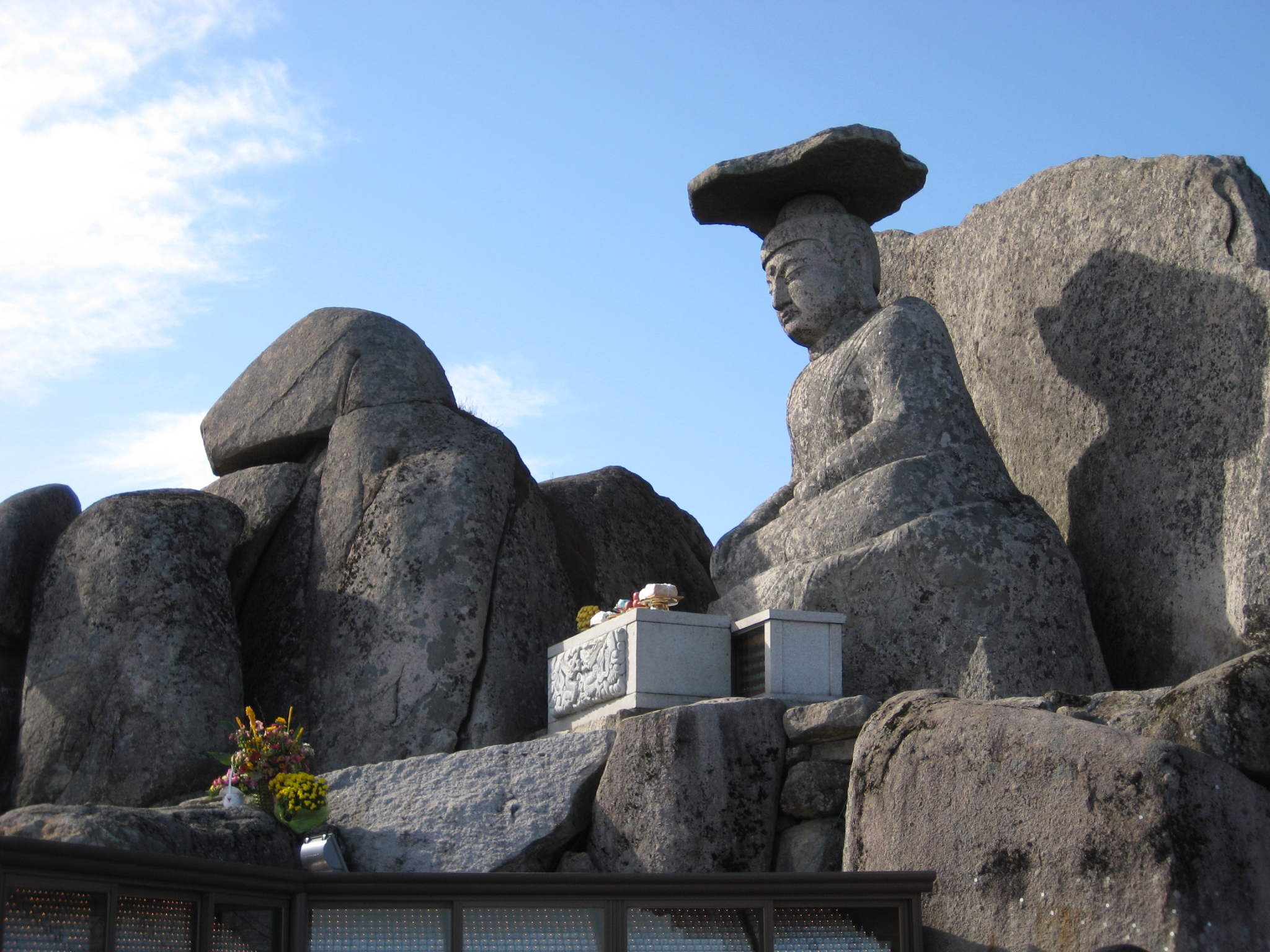
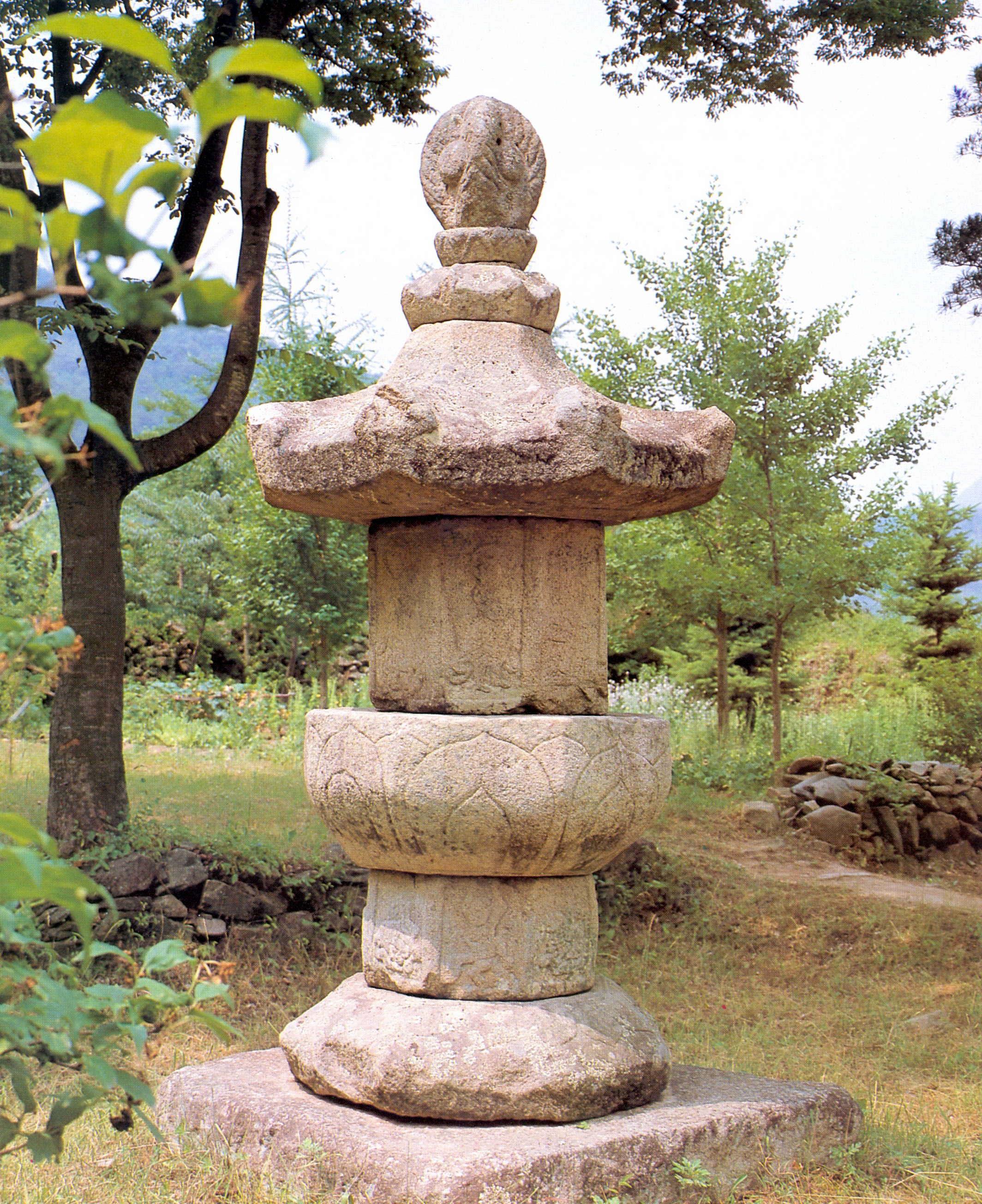
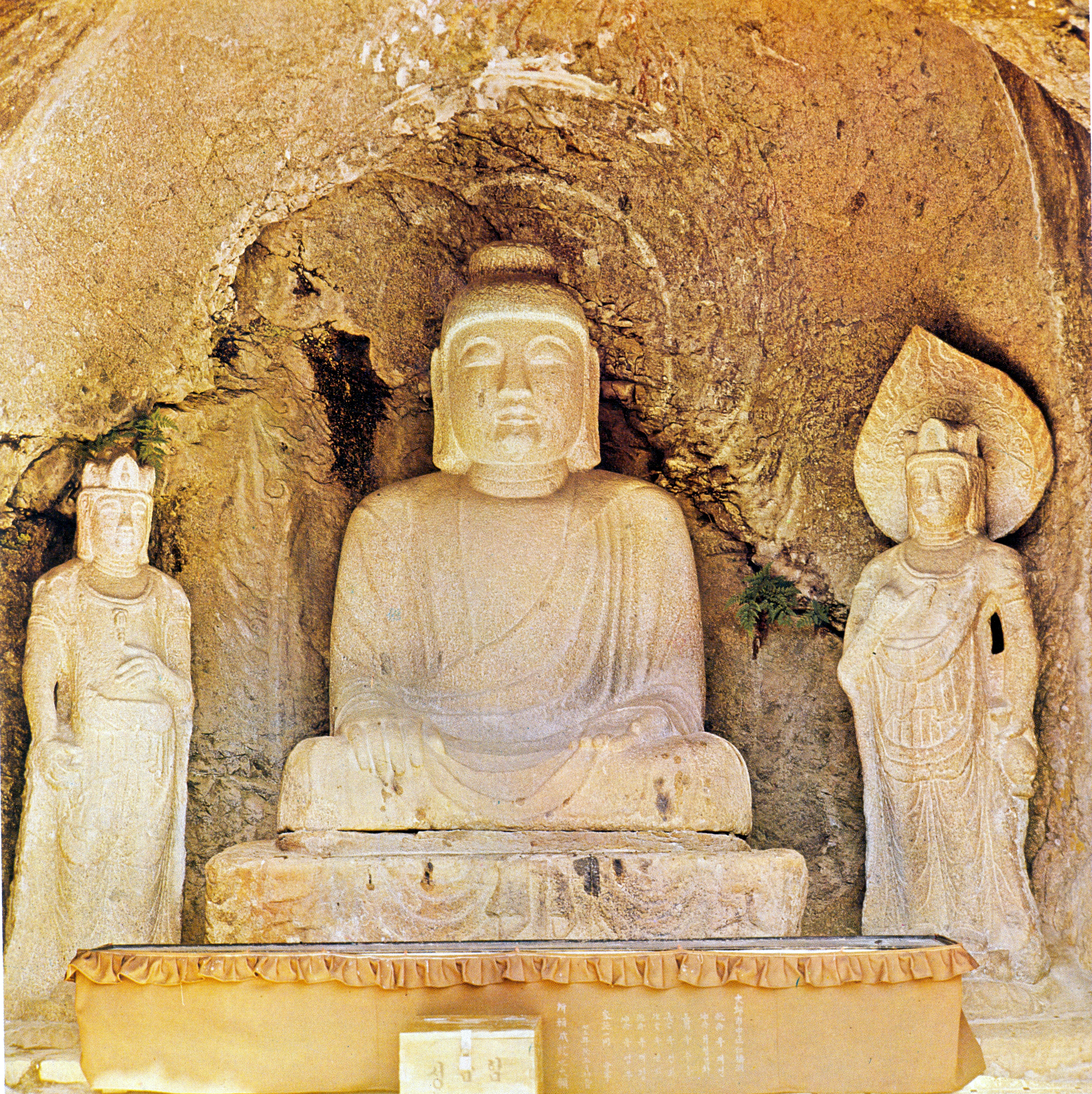